# Douglas Fairbanks, Sr.
Douglas Fairbanks, ursprungligen Douglas Elton Thomas Ullman, född 23 maj 1883 i Denver i Colorado, USA, död 12 december 1939 i Santa Monica i Kalifornien, var en amerikansk skådespelare, manusförfattare, regissör och producent. Fairbanks är främst känd för sina hjälteroller i en mängd äventyrsfilmer under stumfilmseran, däribland Zorros märke (1920), Robin Hood  (1922) och Tjuven i Bagdad (1924), men inledde sin karriär med att göra komedier.
Fairbanks var en av grundarna till United Artists. Han var också med och grundade Amerikanska filmakademien samt var värd för den första Oscarsgalan år 1929. I och med äktenskapet med Mary Pickford 1920 blev paret betraktat som kungligheter i Hollywood och Fairbanks kallades "The King of Hollywood".
Även om Douglas Fairbanks ansågs vara en av de största stjärnorna i Hollywood under 1910- och 1920-talen, gick hans karriär snabbt utför vid ljudfilmens genombrott. Fairbanks sista film blev den romantiska dramakomedin The Private Life of Don Juan (1934).

## Biografi
Douglas Fairbanks var son till en framstående judisk advokat, vars familj hade kommit till Förenta staterna från Tyskland. Föräldrarna skilde sig när han var fem år gammal och han växte upp tillsammans med sin mor, som återtog sin förste makes efternamn, Fairbanks.
Från tolv års ålder spelade Fairbanks med i olika teatersällskap. Han studerade en kort tid vid Harvard och arbetade som steward på en fartyg som fraktade boskap till Europa, innan han fick arbete som kontorist i New York.
År 1902 gjorde Douglas Fairbanks debut på Broadway i Her Lord and Master, och fick sin första huvudroll 1911 i P.G. Wodehouses A Gentleman of Leisure. År 1907 gifte han sig med Anna Beth Sully, som var dotter till en rik industriman i tvålbranschen. Han drog sig tillbaka från scenen och började istället arbeta i sin svärfars företag. År 1909 föddes sonen Douglas Fairbanks jr., även han skådespelare. Samma år gick svärfaderns företag i konkurs och Fairbanks återvände till scenen.
Fairbanks var redan en etablerad stjärna på Broadway när han 1915 lockades till Hollywood. Där kom han att bli en av stumfilmens mest älskade hjälte – urtypen för en riktig amerikansk karlakarl, stilig, modig och sprudlande av vitalitet.
Douglas Fairbanks blev förälskad i skådespelaren Mary Pickford. Bägge var gifta på var sitt håll och skilde sig från sina respektive. Fairbanks och Pickford gifte sig den 28 mars 1920 och de betraktades som "världens mest romantiska par". Deras berömda villa i Beverly Hills kom att kallas Pickfair.
Tillsammans med Charles Chaplin och D. W. Griffith hade Fairbanks och Pickford bildat filmbolaget United Artists år 1919. Höjden på Fairbanks karriär kom med Svarte Piraten 1926 men sedan gick hans karriär utför. Fairbanks och Pickford gjorde en enda film tillsammans, Så tuktas en argbigga 1929, men den blev ett stort fiasko.
Fairbanks blev rastlös och gav sig ut på resor jorden runt tillsammans med manliga vänner. Att han var hemifrån under långa perioder ledde till att äktenskapet med Pickford började knaka i fogarna. Paret separerade 1933 och skilsmässan trädde ikraft den 10 januari 1936.  
Han gifte sedan om sig med en engelsk kvinna, Lady Sylvia Ashley, och drog sig tillbaka från filmen. Han avled i sömnen av en hjärtattack.
Redan 1919 utgav Fairbanks den självbiografiska Laugh and live (svensk översättning Lev livet leende samma år).

## Filmografi i urval
- 1915 - Mammas gosse
- 1915 - Double Trouble
- 1916 - His Picture in the Papers
- 1916 - The Habit of Happiness
- 1916 - The Mystery of the Leaping Fish
- 1916 – Intolerance
- 1916 - American Aristocracy
- 1916 - The Americano
- 1917 – Vild och galen
- 1917 - Down to Earth
- 1917 - Reaching for the Moon
- 1917 - A Modern Musketeer
- 1918 - Mr. Fix-It
- 1918 - He Comes Up Smiling
- 1918 - Arizona
- 1919 - The Knickerbocker Buckaroo
- 1919 - His Majesty, the American
- 1919 - When the Clouds Roll by
- 1920 - The Mollycoddle
- 1920 - Zorros märke
- 1921 - De tre musketörerna
- 1922 - Robin Hood
- 1924 - Tjuven i Bagdad
- 1925 - Zorros son
- 1925 - Ben-Hur
- 1926 - Sjörövaren
- 1927 - De laglösas hövding
- 1929 - Mannen med järnmasken
- 1929 - Så tuktas en argbigga
- 1930 - Ta ner månen
- 1931 - Around the World in 80 Minutes with Douglas Fairbanks
- 1932 - Robinson Crusoe
- 1934 - The Private Life of Don Juan